# Kloderik Očetomorilec
Kloderik Očetomorilec (francosko Clodéric) je bil sin frankovskega kralja Sigiberta Hromega in v letih 507–509 kralj Ripuarskih Frankov, * pred 485, † okoli 509, Köln. 

## Zgodovina
Po Gregorju iz Toursa je Kloderik na pobudo Klodvika I., kralja Salijskih Frankov, umoril svojega očeta Sigiberta, da bi prevzel oblast v kraljestvu Ripuarskih Frankov. Umor se je zgodil v gozdu pri Fuldi kmalu potem, ko je Sigibert leta 507 pomagal Klodviku premagati Vizigote.
Kloderik je nato o umoru obvestil Klodvika in ga nameraval bogato obdariti kot znak njunega novega zavezništva. Klodvik je poslal svoje  glasnike, da ocenijo zaklad, ki ga je ponujal, potem pa so ga ob prihodu umorili. Klodvik je njegovim podložnikom ponudil zaščito in se razglasil za kralja Ripuarskih Frankov.
Gregor iz Toursa je domneval, da je bil Kloderik umorjen v isti kampanji, v kateri je  bil ubit frankovski kralj Hararik. Klodvik je pred njimi ubil kralja Ragnaharja in njegove brate. Po vseh teh umorih je po pisanju Gregorja iz Toursa  Klodvik objokoval, da nima več družine, kar namiguje, da so bile žrtve njegovi bližnji sorodniki. 

## Vir
- Gregory of Tours. The History of the Franks. 2 vol. trans. O. M. Dalton. Oxford: Clarendon Press, 1967.

| Kloderik Očetomorilec Merovinška dinastijaRojen: pred 485 Umrl: 509 |                                   |                       |
| Vladarski nazivi                                                    |                                   |                       |
| Predhodnik: Sigibert                                                | Kralj Ripuarskih Frankov 507– 509 | Naslednik: Klodvik I. |